# Bay City Rollers
Bay City Rollers var en brittisk popgrupp bildad i Edinburgh 1967 av bröderna Derek Longmuir och Alan Longmuir. Några kända låtar  är "Bye Bye Baby", "Shang-a-Lang", "Summerlove Sensation" och "All of Me Loves All of You".

## Medlemmar (urval)
- Derek Longmuir (född 19 mars 1951 i Edinburgh) – trummor
- Alan Longmuir (född 20 juni 1948 i Edinburgh,[1] död 1 juli 2018) – basgitarr
- Eric Faulkner (född 21 oktober 1953 i Edinburgh) – sång, gitarr
- Les McKeown (född Leslie Richard McKeown 12 november 1955 i Edinburgh, död 20 april 2021) – sång
- Stuart "Woody" Wood (född Stuart John Wood 25 februari 1957 i Edinburgh) – gitarr, basgitarr
- Ian Mitchell (född Ian Kevin David Mitchell 22 augusti 1958 i Irland) – basgitarr (ersatte Alan Longmuir 1976, senare medlem i Rosetta Stone)

## Diskografi
Studioalbum
- Rollin' (1974)
- Once Upon a Star (1975)
- Bay City Rollers (1975)
- Wouldn't You Like It (1975)
- Rock N' Roll Love Letter (1976)
- Dedication (1976)
- It's a Game (1977)
- Strangers in the Wind (1978)
- Elevator (1979)
- Voxx (1980)
- Ricochet (1981)

Livealbum
- Rollerworld: Live at the Budokan 1977 (2001)

Samlingsalbum
- Souvenirs of Youth (1975)
- Rock and Roll Love Letter (1976)
- Greatest Hits (1977)
- Early Collection (1978)
- Bay City Rollers: The Definitive Collection (2000)
- Saturday Night	 (2001)
- The Very Best of Bay City Rollers (2004)
- The Greatest Hits (2010)

Singlar (topp 40 på UK Singles Chart)
- "Keep on Dancing" (1971) (#9)
- "Remember (Sha La La La)" (1974) (#6)
- "Shang-A-Lang" (1974) (#2)
- "Summerlove Sensation" (1974) (#3)
- "All of Me Loves All of You" (1974) (#4)
- "Bye, Bye, Baby" (1975) (#1)
- "Give a Little Love" (1975) (#1)
- "Love Me Like I Love You" (1975) (#4)
- "Money Honey" (1976) (#3)
- "I Only Want to Be with You" (1976) (#4)
- "It's a Game" (1977) (#16)
- "You Made Me Believe in Magic" (1977) (#34)